# August Šenoa
August Ivan Nepomuk Eduard Šenoa (Zagreb, 14. studenoga 1838. – Zagreb, 13. prosinca 1881.), bio je hrvatski novinar i književnik. Najutjecajniji je i najplodniji hrvatski pisac 19. stoljeća, te istinski tvorac moderne hrvatske književnosti. 
Autor je opsežnoga korpusa romana, toga egzemplarnoga žanra suvremene literature, inovator proze i tvorac razvijenoga urbanoga jezičnoga standarda (često je naglašavana Šenoina uloga kao jezikotvorca, čovjeka koji je više učinio za elastičnost i izražajnost suvremenoga hrvatskoga jezika od legije rječnikopisaca i purističkih savjetodavaca). Napisao je prvi moderni hrvatski roman, Zlatarovo zlato, 1871. godine. Zbog njegove veličine i udjela kojeg je imao u hrvatskoj književnosti, razdoblje u kojemu je aktivno djelovao (između 1865. i 1881. godine) naziva se Šenoino doba. August Šenoa umro je u 43. godini života od posljedica upale pluća od koje je obolio kada je kao gradski senator po hladnoći skrbio za unesrećene u Velikom potresu 1880. godine.

## Rani život, školovanje i rad
Augustov otac, Alois Schönoa (1805. – 1878.), Nijemac iz Češke, doselio je u Zagreb 1830. godine i radio je kao biskupski slastičar, a majka Terezija pl. Rabacs (Therese Rabacs, 1813. – 1847.), Slovakinja iz Budimpešte, umrla je kad je imao 8 godina. Imao je još tri brata: Teodora (1841. – 1843.), Julija (1845. – 1897.), koji je također bio književnikom i Aurela (1847. – 1913.). Djed mu je bio Johannes Schöynoha (1775. – 1838.), kako se potpisao na obiteljskom molitveniku (Johannes Schöynocha), a po zanimanju je bio pekar u Budimu.
Pučku školu je pohađao u Zagrebu. Prvi razred gimnazije je pohađao Pečuhu, ali se godinu kasnije vratio u Zagreb gdje je završio Klasičnu gimnaziju 1857. godine. Studirao je pravo u Zagrebu i Pragu. Upisao se je 1857. godine na zagrebačku Pravoslovnu akademiju. Godine 1858. godinu dana studirao je medicinu u Beču. Potom je, dobivši stipendiju od biskupa Josipa Jurja Strossmayera, nastavio studij prava u Pragu, apsolviravši 1861. godine. No, studij nije završio jer nije položio završne ispite.
Od 1865. godine ponovno je u Beču, i nakon uređivanja listova Glasonoša i Slawische Blätter vraća se u travnju 1866. godine u Zagreb i radi u uredništvu Pozora, do 1867. godine. Potom je sljedeće godine imenovan gradskim bilježnikom a 1871. godine velikim gradskim bilježnikom. Bio je politički angažiran u Narodnoj stranci. Bijaše umjetničkim ravnateljem u Hrvatskom zemaljskome kazalištu (prethodnici HNK) od 1868. do 1870. godine, a potom njegovim dramaturgom do 1873. godine, kad postaje gradskim senatorom. Bio je urednikom društvenoknjiževnoga časopisa Vienac od 1874. godine i potpredsjednikom Matice hrvatske od 1877. do 1881. godine.
Prevodio je na hrvatski jezik s njemačkoga, francuskoga, češkoga i engleskoga jezika.
Bio je počasnim članom Hrvatskoga pedagoško-književnoga zbora. Proglašen je počasnim građaninom Grada Zagreba 30. rujna 1881. godine.

## Početci književnog rada
Šenoa se okušao u svim književnim vrstama, i velikom broju je ili "zaorao" prvu brazdu, ili ostavio pisanu baštinu koju su kasniji pisci nasljedovali (a nerijetko se i pokušavali osloboditi autorova utjecaja). U javnosti se prvo pročuo kao novinar dopisima iz Praga za Pozor, osobito političkim člancima i feljtonima Praški listovi. Godine 1862. Šenoa udara temelje modernom hrvatskom feljtonu, osigurava mu dignitet i pretvara ga u eminentno literarni žanr. U seriji feljtona Zagrebulje (Pozor, 1866. – 67.; Vijenac, 1877., 1879. – 80.) izražajnim stilom i razornim satiričkim diskursom komentira aktualne, često negativne pojave u zagrebačkoj svakodnevnici: odnarođenost, njemčarenje, licemjerje i konformizam. Feljtoni su imali velikoga odjeka u javnosti, a javili su se i brojni oponašatelji (Rikard Jorgovanić, Kovačić), ali će tek Matoš ne samo nasljedovati, nego i razviti tip Šenoina podlistka.
Na Šenoinu žurnalističku fazu prirodno se nadovezuje kritičarska praksa. Uz male prekide djeluje dvadesetak godina kao kazališni kritik dajući hrvatskomu glumištu presudne poticaje. Prokomentirao je više od sedam stotina izvedaba iznoseći - prvi u nas - relevantne sudove o svim bitnim sastavnicama kazališnoga čina (glumi, režiji, scenografiji, scenskom govoru). U manifestu "O hrvatskom kazalištu" (Pozor, 1866.) daje ne samo analizu stanja u našem glumištu, nego i program njegova budućeg razvitka. Izrazito antigermanski raspoložen, Šenoa traži radikalan zaokret prema klasičnoj i suvremenoj francuskoj, talijanskoj i slavenskoj, te izvornoj hrvatskoj dramskoj književnosti. Svoje će repertoarsko-teatarske zamisli pokušati provesti u djelo prvo kao član kazališnog odbora, a zatim i kao umjetnički ravnatelj i dramaturg Hrvatskoga zemaljskog kazališta. Uspio je samo djelomice: doveo je na scenu klasike (Shakespearea, Molièrea, Schillera, Goethea) i suvremene francuske autore (Sardou, Scribe), ali su ga prilike ipak prisiljavale na repertoarne kompromise s malobrojnom zagrebačkom kazališnom publikom.
Piščevo djelovanje na dramskom polju je ograničeno na jedno djelo - komediju iz zagrebačkog života u tri čina "Ljubica" (Pozor, 1866., praizvedba 1868.). U njoj tematizira urbanu sredinu s nizom karakterističnih, no prilično šablonski oblikovanih likova. Posrijedi je zapravo dramatizirani feljton, zbog eksplicitnosti kritike često na rubu scenskog pamfleta. No - iako je doživjela neuspjeh i kod kritike i kazališne publike, "Ljubica" predstavlja prvi pokušaj prikazivanja suvremenoga zagrebačkog života s nizom realističnih portreta.

## Književna karijera

### Roman
Najveći je umjetnički domet ostvario kao romanopisac. Šenoa je uveo roman u hrvatsku književnost i odgojio čitateljsku publiku kojoj je ta, u Europi druge polovice 19. stoljeća dominantna književna vrsta, postala omiljenim štivom. U skladu s literarnim programom koji je formulirao u kritičko-polemičkom tekstu "Naša književnost", 1865., Šenoin je veliki romaneskni projekt usmjeren na građu iz nacionalne povijesti te na suvremene događaje. No povijesni romani zauzimaju ipak središnje mjesto u njegovu opusu. Napisao ih je pet: Zlatarovo zlato, 1871., Čuvaj se senjske ruke, 1875., Seljačka buna, 1877., Diogenes, 1878. i Kletva, 1880. – 1881., nedovršeno djelo. U njima tematizira događaje iz različitih razdoblja hrvatske povijesti: sukob između Stjepka Gregorijanca i Zagrepčana u 16. stoljeću sa središnjom pričom o ljubavi između plemića i građanke (Zlatarovo zlato), važnu epizodu iz uskočke povijesti početkom 17. stoljeća (Čuvaj se senjske ruke), veliki sukob između feudalaca i seljaka u 16. stoljeću (Seljačka buna), političke spletke u habsburškoj Hrvatskoj u 18. stoljeću (Diogenes), događaje iz 14. stoljeća koji su preusmjerili hrvatsku povijest (Kletva). Djela slijede model povijesnog romana koji je u europsku književnost uveo Walter Scott. Bit je toga modela u vjernoj rekonstrukciji povijesnih zbivanja na temelju istraživanja autentičnih dokumenata i povijesnih vrela. Cilj je pokazati kako su neke ideje, društvene okolnosti, raspored političkih snaga djelovali u određenom vremenu i oblikovali život običnih, malih ljudi. No, uza svu sličnost, Šenou od Scottova modela dijele i neke bitne razlike: hrvatski je romanopisac djelovao u drugačijoj nacionalnoj, a i europskoj književnoj klimi (ne smijemo zaboraviti da je Šenoa mlađi suvremenik Dostojevskog i Flauberta).
Iako je povijesni roman u onodobnoj hrvatskoj javnosti imao poglavito budničarsku ulogu, a sam je Šenoin književni program i bio na toj crti - valja primijetiti kako ga je, za razliku od trijeznoga škotskoga romansijera, strast nerijetko ponijela u opisu situacija, što je imalo dugoročno plodotvoran učinak. Šenoa nije pisac psihološkoga realizma ukotvljenoga u povijesne situacije (pa ni psihologiziranja romantičarskoga uklona, majstori kojega su francuski i engleski pisci kao Benjamin Constant ili Charlotte Bronte). Ni autor ni publika nisu jednostavno imali vremena ni sklonosti za prikaze interioriziranih svijesti ili problematiku raskoljenoga individuuma. Čitateljstvo je tražilo, i dobilo, rekreiranje događaja koje će osnažiti i obogatiti nacionalnu svijest. Šenoa je pisac velikih gesti, crno-bijelih likova, patosa koji je teško podnošljiv modernomu senzibilitetu. No, istodobno, on je tvorac monumentalnih masovnih scena, vrtoglavih prijeloma i preskoka u radnji, živopisno ocrtanih sporednih likova, te jezične invencije koja u bujici protoka događaja ostavlja dojam vitalnosti i snage kakvu ne nalazimo u njegova škotskoga uzora. Šenoino je romaneskno stvaralaštvo izraz vitalizma "profesora energije" koji je lomio skučene okvire onodobne provincijalne i provincijske Hrvatske; djelo važno ne samo kao povijesni dokument, nego i živo u snazi zamaha koji sve njegove spisateljske mane (plošnost, patetiku, teatralnost) baca u sjenu kao nevažnu brljotinu na fresci. Šenoin model povijesnog romana izvršio je velik utjecaj na hrvatsku pripovjednu prozu, i on će dominirati hrvatskim romanom sve do početka 20. stoljeća. Mnogi su pisci oponašali njegovu strukturu i tehniku (Josip Eugen Tomić, Eugen Kumičić, Viktor Car Emin, Zagorka i dr.).

### Povjestice
Velik je uspjeh postigao i svojim povjesticama - pripovjednim djelima u stihu s motivima iz povijesti (Propast Venecije, Smrt Petra Svačića, Šljivari, Anka Neretvanka, Vinko Hreljanović) ili iz narodne predaje (Božja plahtica, Kameni svatovi, Kugina kuća, Postolar i vrag, Gvozdeni div, Prokleta klijet, Mile Gojslavica). Karakterizira ih lakoća izraza, gipkost stiha, naglašena ritmičnost i, često, humoristični ton. Namjera im je ista kao i kod povijesnih romana: biti sredstvo nacionalnoga odgoja i prava škola rodoljublja.

### Tematika djela
U romanima i pripovijetkama s građom iz suvremenog života tematizira konkretne socijalne, političke i etičke probleme svojega vremena: gospodarske i moralne odnose između sela i grada (Prosjak Luka, 1879.), raspadanja zadruga i život seljaka u okolici Zagreba (Barun Ivica, 1874.), moralno i materijalno propadanje plemstva (Vladimir, 1879.), odlazak seljačkih sinova na školovanje u grad te njihovo uzdizanje na društvenoj ljestvici ili propadanje (Prijan Lovro, 1873.), nemoral i rasipništvo u građanskim krugovima (Ilijina oporuka, 1876.), tragedije i zanose naših učiteljica u prosvjećivanju sela (Branka, 1881.). U tim djelima inzistira na psihološkoj i socijalnoj motivaciji pa je i fabula realizirana tako da pokazuje razvoj, karakter i motive djelovanja likova. Zbog naglašene društvene kritike i analitičnosti, zbog interesa za klasne odnose i za aktualna kretanja na političkoj pozornici svojega vremena, ali i zbog načina modeliranja zbilje, njegov se stvaralački pristup već približava realističkoj paradigmi. No, i ovdje valja primijetiti da po svom habitusu Šenoa nije bio protagonistom realističke poetike, bilo estetske provenijencije kakva je dominirala u Francuskoj, bilo etičko-religijske koja karakterizira veliki ruski roman onoga doba. Unatoč tomu, njegova djela suvremene tematike su početci hrvatskoga realizma, temelji škole koju su, uz preinake, dalje razvijali Ante Kovačić,  Vjenceslav Novak, Ksaver Šandor Gjalski i Milutin Cihlar Nehajev. Svi su hrvatski realisti izašli iz Šenoine kabanice, svi su razrađivali njegovu tematiku, ugledali se u njegove likove, situacije i zaplete.

## Naslijeđe
August Šenoa umro je u Zagrebu 1881. godine. Pokopan je na zagrebačkome groblju Mirogoju. Njegove lirske pjesme koje zauzimaju važnije mjesto samo u prvim godinama njegova stvaralaštva bile su slabijeg uspjeha. Manje je značajan kao ljubavni, a više kao politički i socijalni pjesnik. Šenoa je u mnogim pjesmama izražavao pokretačke ideje svojega doba i politički program Strossmayerova narodnjaštva (Na Ozlju gradu, Hrvatska pjesma, Budi svoj!, U slavu J. J. Strossmayera, Klevetnikom Hrvatske, Hrvat Bosni i ine). Valja napomenuti kako je Šenoa i osnivač moderne hrvatske kajkavske dijalektalne poezije.
Napisavši u manje od dvadeset godina opus od preko dvadeset svezaka, Šenoa je zasnovao modernu hrvatsku književnost na svim poljima. Kakav bi oblik imala ne samo hrvatska pisana riječ, nego i kultura općenito, da nije bilo Šenoe – nemoguće je i zamisliti.

## Književne sveze
Zbog pisanja o životu ljudi iz svog okruženja te pričama o junacima iz daleke povijesti, bosanski književnik hrvatskog podrijetla fra Eugen Matić (pseudonima Narcis Jenko) prozvan je bosanskim Šenoom u hrvatskoj književnosti.

## Djela
Nepotpun popis:
- Naša književnost, 1865.
- Ljubica, 1866.
- Zagrebulje, 1867.
- Kameni svatovi, 1869.
- Zlatarovo zlato, 1871.
- Kugina kuća, 1871.
- Čudnovita dveh kaputov zmešarija, 1873.
- Prijan Lovro, 1873.
- Mladi gospodin, 1875.
- Čuvaj se senjske ruke, 1876.
- Seljačka buna, 1877.
- Diogenes, 1878.
- Karanfil s pjesnikova groba, 1878.
- Prosjak Luka, 1879.
- Vladimir, 1879.
- Branka, 1881.
- Kletva, 1882. – posmrtno (dovršio Josip Eugen Tomić)

## Vanjske poveznice
- Kuća Šenoa, kulturna baština obitelji Šenoa
- August Šenoa životopis | Lektire.hr
- August Šenoa, Izabrane pjesme: sa slikom pjesnikovom, elektroničko izdanje izvornika objavljenoga 1882., Knjižnice grada Zagreba, Zagreb, 2009.
- August Šenoa, Čudnovita dveh kaputov zmešarija (1873.), digitalnezbirke.kgz.hr
- August Šenoa, Naša književnost, str. 93. – 98., u: Miroslav Šicel, Programi i manifesti u hrvatskoj književnosti, Liber, Zagreb, 1972.
- August Šenoa, Povjestice, eLektire.skole.hr, os-belec.skole.hr
- August Šenoa, Seljačka buna, orlovac.eu
- Senija Badić, prof., Tragom književnika Augusta Šenoe
- Julijana Matanović, August Šenoa između teorije i prakse, Dani Hvarskoga kazališta. Građa i rasprave o hrvatskoj književnosti i kazalištu, sv. 25, br. 1, travanj 1999.
- Karanfil sa pjesnikova groba, 1878., knjizevnost.hr
- August Šenoa: Seljačka buna, izdanje 1878
- August Šenoa: Zlatarovo zlato, izdanje 1878
- August Šenoa: Zlatarovo zlato, digitalni pretisak romana iz 1871. godine objavljen u Viencu u nastavcima. Vijenac, Matica hrvatska, Zagreb, 2021.